# Marta de Menezes
Marta de Menezes (1975, Lisboa), é uma artista plástica portuguesa, pioneira no campo da bioarte.

## Histórico
Marta de Menezes é uma artista portuguesa (Lisboa, 1975), com licenciatura em Artes Visuais da Universidade de Lisboa, Mestrado em Estudos sobre História da Arte e Cultura Visual pela Universidade de Oxford, e candidata a Doutoramento na Universidade de Leiden. Ela tem vindo a explorar e desenvolver o encontro entre Arte e Biologia, trabalha em laboratórios de pesquisa demonstrando que novas tecnologias biológicas podem ser usadas como um novo medium artístico. Em 1999 Marta, criou o seu primeiro trabalho bioarte (Nature?) através da modificação do padrão de asas de borboletas vivas. Desde então, ela tem usado diversas técnicas da biologia incluíndo imagens do cérebro por ressonância magnética para criar retratos onde a mente pode ser visualizada (Functional Portraits, 2002); provas de DNA fluorescentes para criar micro-esculturas em núcleos de células humanas (nucleArt, 2002); esculturas formadas a partir de proteínas (Proteic Portrait, 2002-2007), DNA (Innercloud, 2003; The Family, 2004) ou incorporando neurões ao vivo (Tree of Knowledge, 2005) ou (Decon, 2007). O seu trabalho te sido apresentado internacionalmente em exposições, artigos e palestras. Ela é presentemente directora artística da Ectopia, um laboratório de arte experimental em Lisboa, e directora da Cultivamos Cultura no Sul de Portugal. Actualmente, é artista-residente do MRC - Clinical Sciences Centre do Imperial College of Science, Technology and Medicine em Londres.